# Campeonato Mundial de Rugby M19 División B de 2006
El Campeonato Mundial de Rugby M19 División B de 2006 se disputó en los Emiratos Árabes Unidos y fue la vigésimo séptima edición del torneo en categoría M19.

## Resultados

### Primera Fase
| Pos. | Equipo         | Encuentros | Encuentros | Encuentros | Encuentros | Tantos  | Tantos    | Tantos     | Puntos Totales |
| Pos. | Equipo         | jugados    | ganados    | empatados  | perdidos   | a favor | en contra | diferencia | Puntos Totales |
| ---- | -------------- | ---------- | ---------- | ---------- | ---------- | ------- | --------- | ---------- | -------------- |
| 1    | Fiyi           | 3          | 3          | 0          | 0          | 129     | 36        | +93        | 15             |
| 2    | Tonga          | 3          | 3          | 0          | 0          | 69      | 29        | +40        | 14             |
| 3    | Italia         | 3          | 2          | 0          | 1          | 174     | 56        | +118       | 11             |
| 4    | Canadá         | 3          | 2          | 0          | 1          | 129     | 39        | +90        | 10             |
| 5    | Georgia        | 3          | 2          | 0          | 1          | 80      | 25        | +55        | 10             |
| 6    | Uruguay        | 3          | 2          | 0          | 1          | 74      | 43        | +31        | 9              |
| 7    | Chile          | 3          | 1          | 0          | 2          | 45      | 48        | -3         | 5              |
| 8    | Rusia          | 3          | 1          | 0          | 2          | 42      | 78        | -36        | 5              |
| 9    | Namibia        | 3          | 1          | 0          | 2          | 30      | 49        | -19        | 4              |
| 10   | Estados Unidos | 3          | 0          | 1          | 2          | 23      | 100       | -77        | 2              |
| 11   | Taiwán         | 3          | 0          | 1          | 2          | 31      | 160       | -129       | 2              |
| 12   | Corea del Sur  | 3          | 0          | 0          | 3          | 13      | 176       | -163       | 0              |

|  | Semifinales 1° al 4° puesto |

|  | Semifinales 5° al 8° puesto |

#### Resultados
| 4 de abril | Canadá | 29 - 10 | Namibia |  |  |

| 4 de abril | Chile | 6 - 24 | Tonga |  |  |

| 4 de abril | Fiyi | 38 - 30 | Italia |  |  |

| 4 de abril | Taiwán | 14 - 36 | Rusia |  |  |

| 4 de abril | Georgia | 57 - 3 | Corea del Sur |  |  |

| 4 de abril | Uruguay | 35 - 3 | Estados Unidos |  |  |

| 8 de abril | Canadá | 14 - 29 | Tonga |  |  |

| 8 de abril | Chile | 33 - 10 | Corea del Sur |  |  |

| 8 de abril | Fiyi | 48 - 3 | Estados Unidos |  |  |

| 8 de abril | Taiwán | 0 - 107 | Italia |  |  |

| 8 de abril | Georgia | 14 - 6 | Namibia |  |  |

| 8 de abril | Uruguay | 21 - 3 | Rusia |  |  |

| 12 de abril | Canadá | 86 - 0 | Corea del Sur |  |  |

| 12 de abril | Chile | 6 - 14 | Namibia |  |  |

| 12 de abril | Fiyi | 43 - 3 | Rusia |  |  |

| 12 de abril | Taiwán | 17 - 17 | Estados Unidos |  |  |

| 12 de abril | Georgia | 9 - 16 | Tonga |  |  |

| 12 de abril | Uruguay | 18 - 37 | Italia |  |  |

### Semifinales 9° al 12° puesto
| 16 de abril | Namibia | 51 - 5 | Corea del Sur |  |  |

| 16 de abril | Estados Unidos | 14 - 15 | Taiwán |  |  |

### Semifinales 5° al 8° puesto
| 16 de abril | Georgia | 33 - 8 | Rusia |  |  |

| 16 de abril | Uruguay | 24 - 5 | Chile |  |  |

### Semifinal 1° al 4° puesto
| 16 de abril | Fiyi | 20 - 13 | Canadá |  |  |

| 16 de abril | Tonga | 24 - 10 | Italia |  |  |

### 11° puesto
| 20 de abril | Corea del Sur | 30 - 28 | Estados Unidos |  |  |

### 9° puesto
| 20 de abril | Namibia | 57 - 10 | Taiwán |  |  |

### 7° puesto
| 20 de abril | Rusia | 9 - 10 | Chile |  |  |

### Quinto puesto
| 20 de abril | Georgia | 38 - 18 | Uruguay |  |  |

### Tercer puesto
| 20 de abril | Canadá | 8 - 35 | Italia |  |  |

### Final
| 20 de abril | Fiyi | 22 - 14 | Tonga |  |  |

| Bandera de Fiyi |
| Campeón Fiyi    |
| Primer título   |